# Big Hat
Big Hat (яп. ビッグハット биггу хатто, букв. «Большая шляпа») — ледовый стадион в Нагано (Япония). Его официальное название — Многоцелевая спортивная арена Вакасато, Нагано (яп. 長野市若里多目的スポーツアリーナ Нагано-си вакасато тамокутэки супо:цу ари:на). Строительство комплекса было завершено в 1995 году, а 10 декабря состоялось его официальное открытие. Вместимость — около 5 тыс. человек.
Здесь проходили хоккейные соревнования зимних Олимпийских игр 1998 года. Кроме того, на стадионе регулярно проводится национальный хоккейный турнир Nagano Cup, соревнования конькобежного спорта и чемпионаты по фигурному катанию.